# Ranská jezírka
Přírodní rezervace Ranská jezírka se nachází v katastrálním území obcí Havlíčkova Borová a Staré Ransko patřící k obci Krucemburk. Rezervace byla vyhlášena roku 1990 a rozkládá se na ploše 27,21 ha v nadmořské výšce 630–645 metrů. Ranská jezírka se nachází v chráněné krajinné oblasti Žďárské vrchy a na severozápadě sousedí s národní přírodní rezervací Ransko. Oblast spravuje AOPK ČR, RP Správa CHKO Žďárské vrchy.

## Geologie
Jedná se o zatopené prohlubně vedle starých zarostlých hald železných limonitových rud po dřívější těžbě. Podložím jsou olivinická gabra s troktolity a peridotity, vykazující místy značné sulfidické zrudnění.

## Flóra
borovice lesní (Pinus sylvestris), bříza bělokorá (Betula pendula), bublinatka menší (Utricularia minor), buk lesní (Fygus sylvatica), čarovník prostřední (Circaea × intermedia), hruštička menší (Pyrola minor), javor klen (Acer pseudoplatanus), jedle bělokorá (Abies alba), kozlík dvoudomý (Valeriana dioica), leknín bělostný (Nymphaea candida), lýkovec jedovatý (Daphne mezereum), olše lepkavá (Alnus glutinosa), ostřice dvoumužná (Carex diandra), prstnatec listenatý (Dactylorhiza longebracteata), rdest alpinský (Potamogeton alpinus), rosnatka okrouhlolistá (Drosera rotundifolia), růže převislá (Rosa pendulina), smrk ztepilý (Picea abies), tolije bahenní (Parnassia palustris), vranec jedlový (Huperzia selago), zábělník bahenní (Comarum palustre), zevar nejmenší (Sparganium minimum).

## Fauna
čáp černý (Ciconia nigra), čolek horský (Triturus alpestris), datel černý (Dryocopus martius), holub doupňák (Columba oenas), ještěrka živorodá (Zootoca vivpara), kulíšek nejmenší (Glaucidium passerinum), lejsek malý (Ficedula parva), lelek lesní (Caprimulgus europaeus), ropucha obecná (Bufo bufo), skokan hnědý (Rana temporaria), slepýš křehký (Anguis fragilis), sluka lesní (Scolopax rusticola), střevlík kožitý (Carabus coriaceus), střevlík měděný (Carabus cancellatus), střevlík vypouklý (Carabus convexus), sýc rousný (Aegolius funereus), užovka obojková (Natrix natrix),
V PR Ranská jezírka bylo zjištěno 15 druhů vodních měkkýšů: 6 druhů vodních plžů a 9 druhů mlžů. Byl zjištěn výskyt vzácného mlže: okružanka mokřadní (Sphaerium nucleus).

## Fotografie

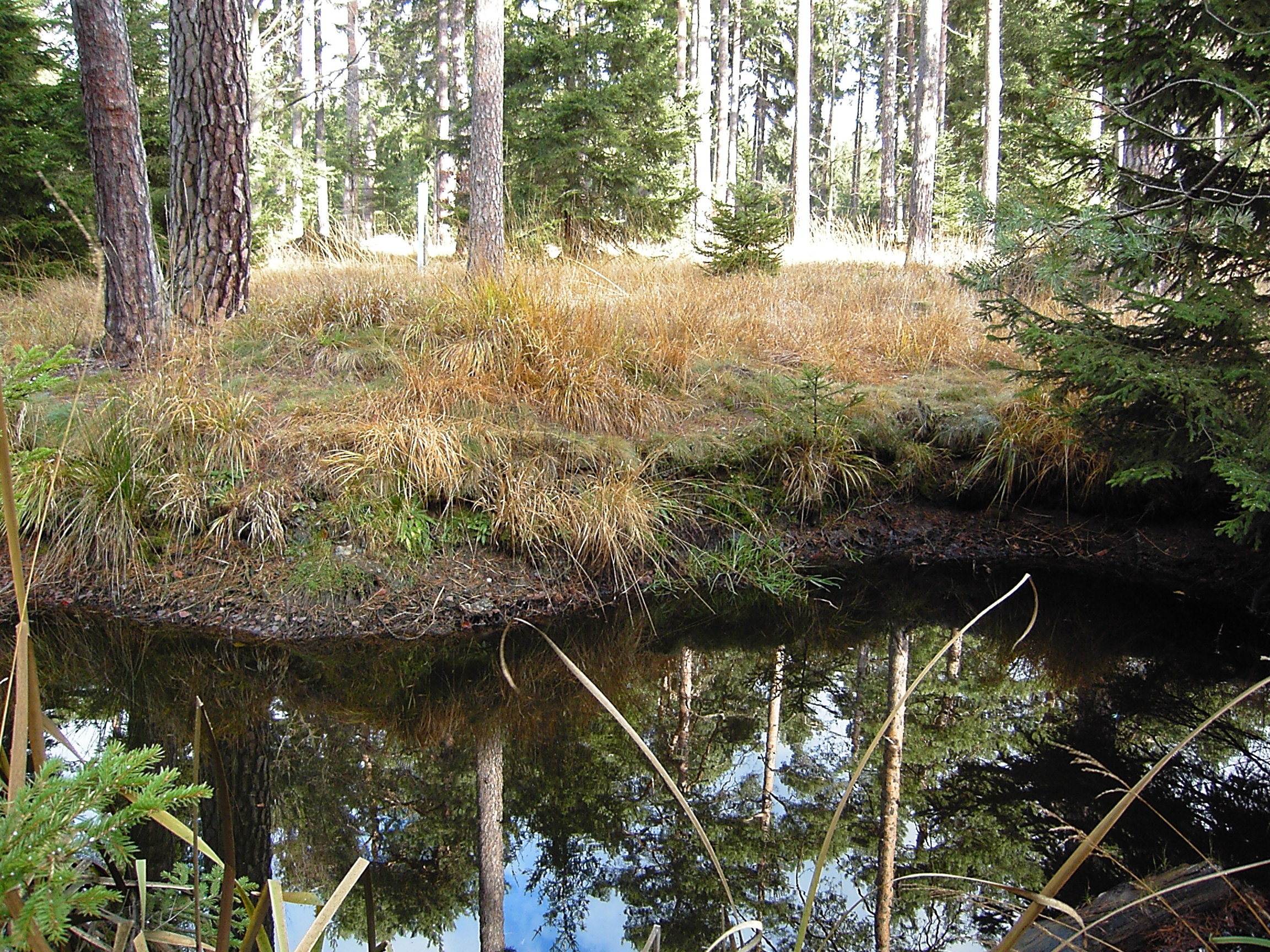
Ranská jezírka
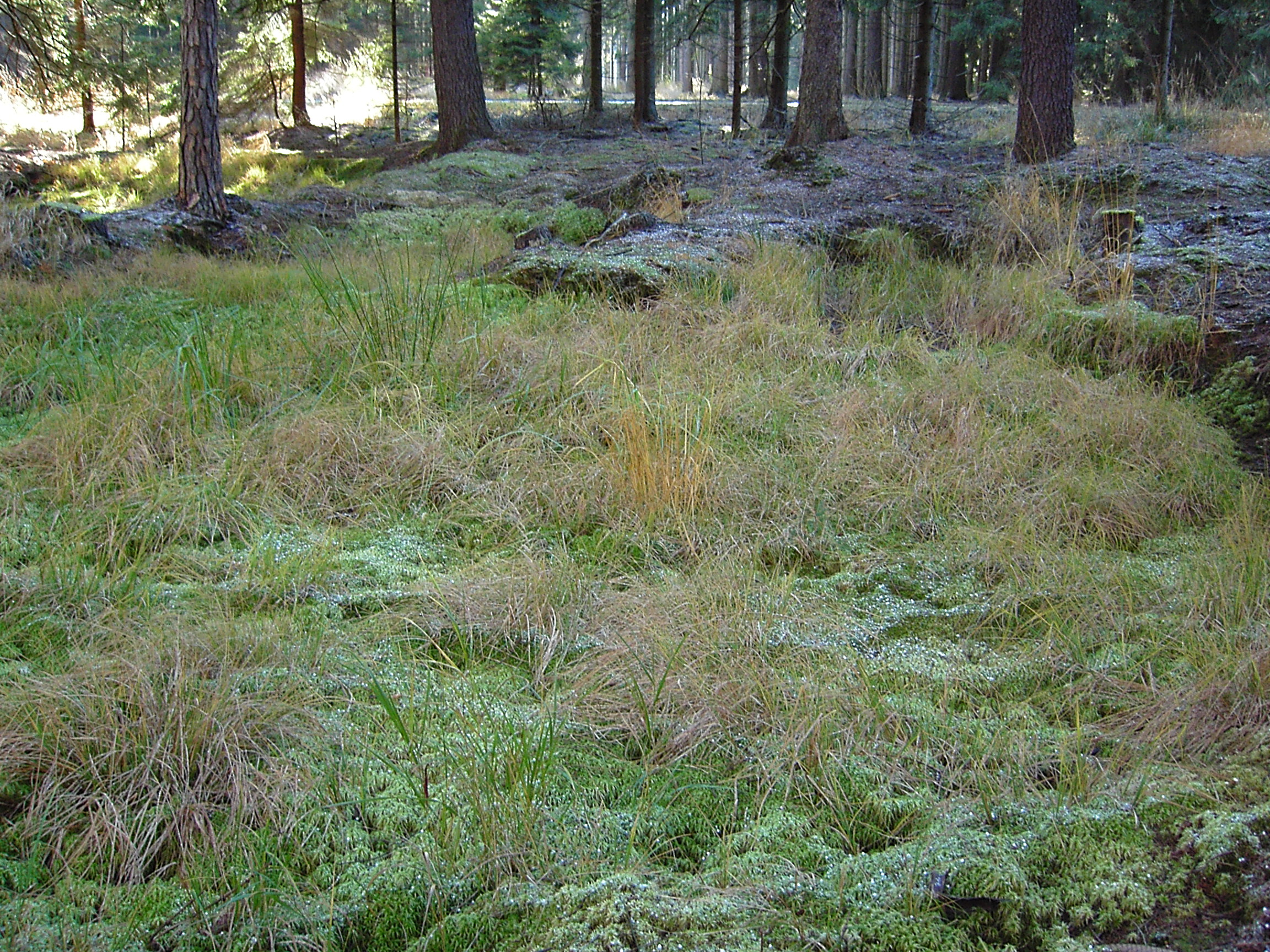
Ranská jezírka
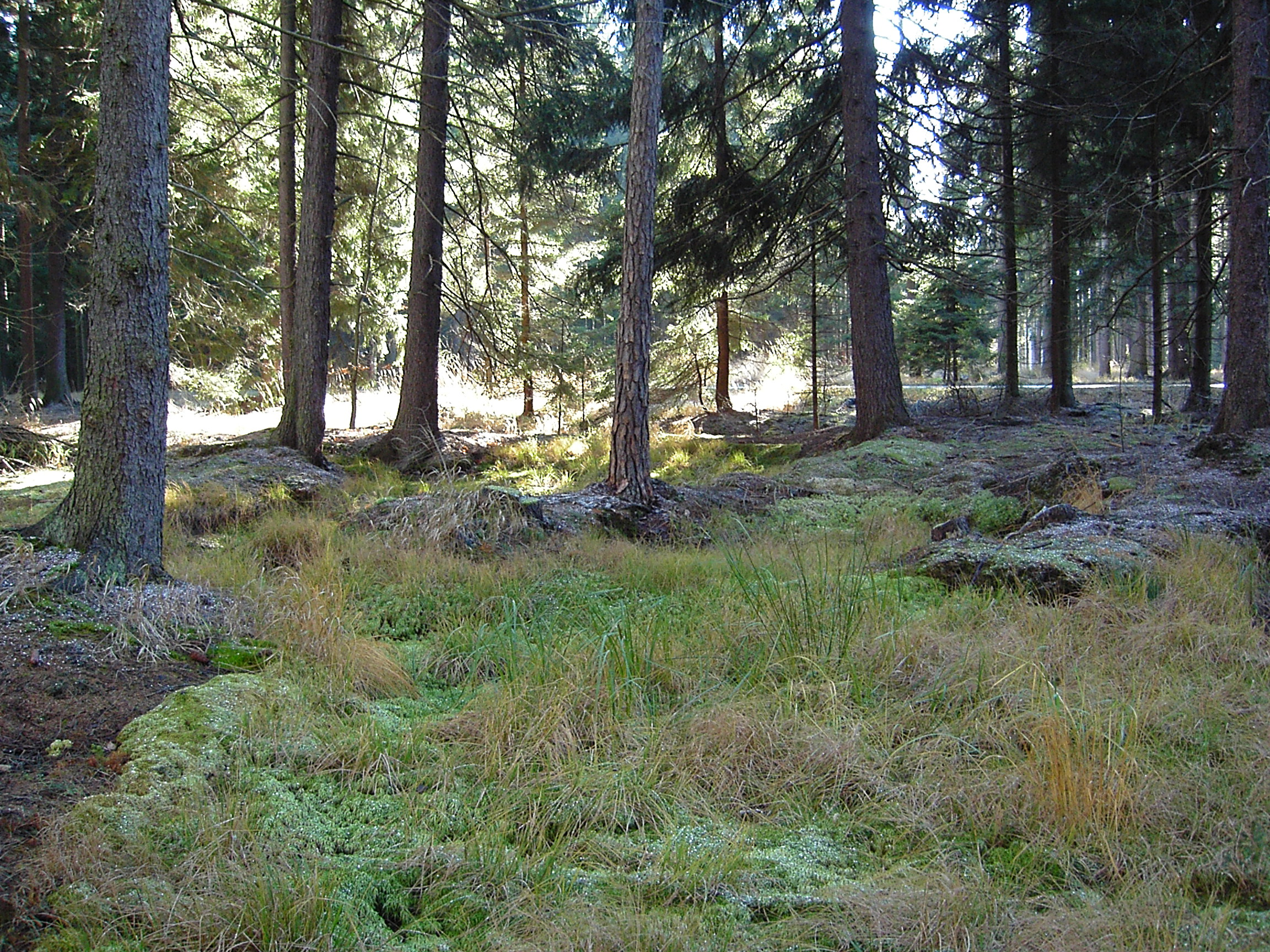
Ranská jezírka
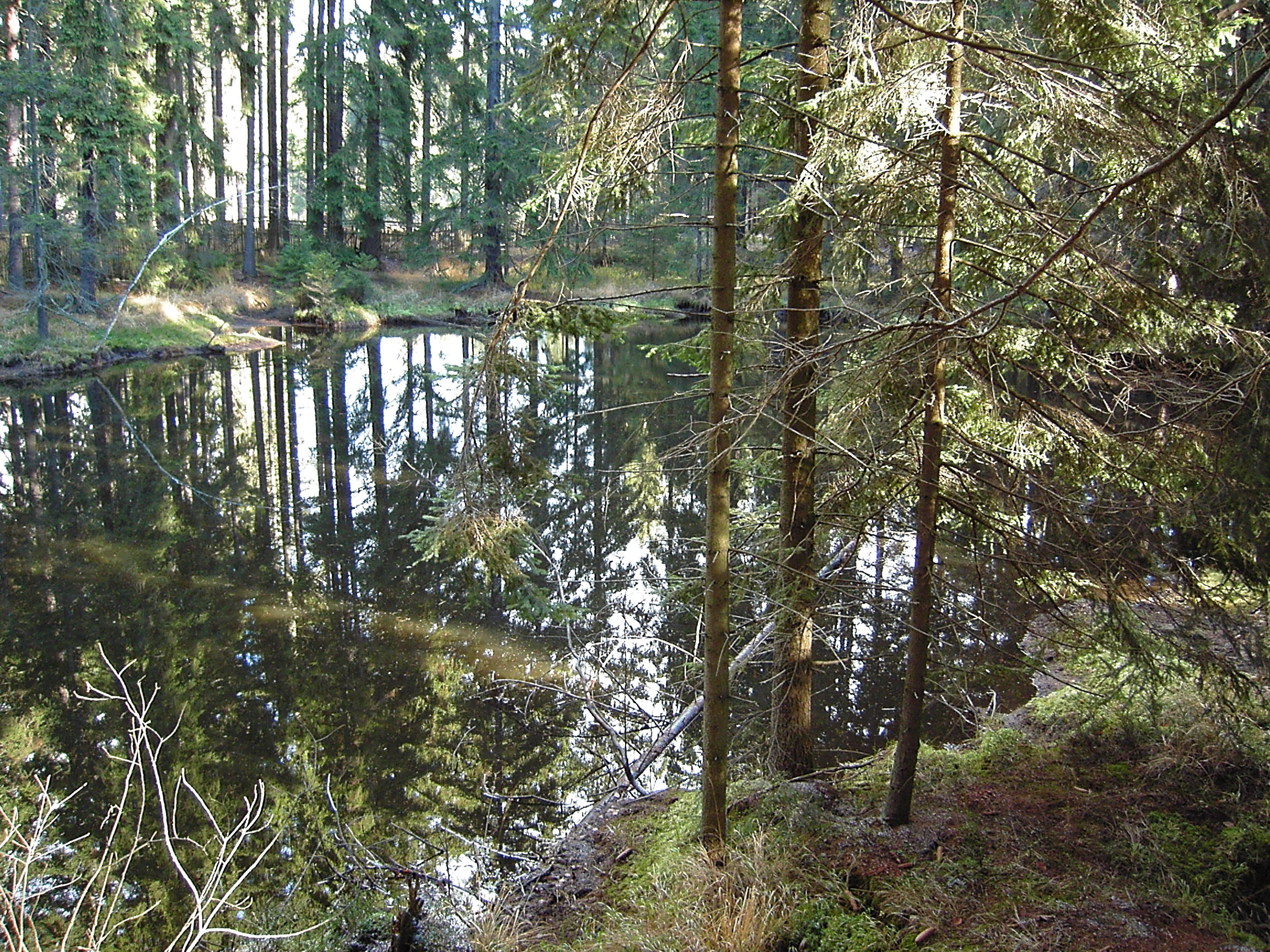
Ranská jezírka